# Национальный союз мастеров народного искусства Украины
Национальный союз мастеров народного искусства Украины (НСМНИУ; укр. Національна спілка майстрів народного мистецтва України, НСМНМУ) — всеукраинская добровольная независимая творческая общественная организация, объединяющая мастеров традиционного народного искусства, искусствоведов и профессиональных художников, своей творческой деятельностью способствующих возрождению и развитию художественных традиций украинского народа.
Учредительный съезд Союза, на котором был утверждён Устав организации, состоялся 27 января 1990 года в Киеве. Основателями Союза стали Министерство культуры УССР, Министерство местной промышленности УССР, Министерство лесного хозяйства УССР, ЦК ЛКСМ Украины, Укрпрофсовет, Институт искусствоведения, фольклора и этнографии имени Максима Рыльского, Союз художников УССР, Украинское общество охраны памятников истории и культуры, украинские республиканские отделения Советского фонда культуры, Детского фонда имени Ленина, издательство «Дніпро», журналы «Социалистическая культура» (укр. Соціалістична культура) и «Памятники Украины» (укр. Пам’ятки України), газеты «Культура и жизнь» (укр. Культура і життя) и «Советская Украина» (укр. Радянська Україна).